# Lijst van media-evenementen georganiseerd door Apple Inc.

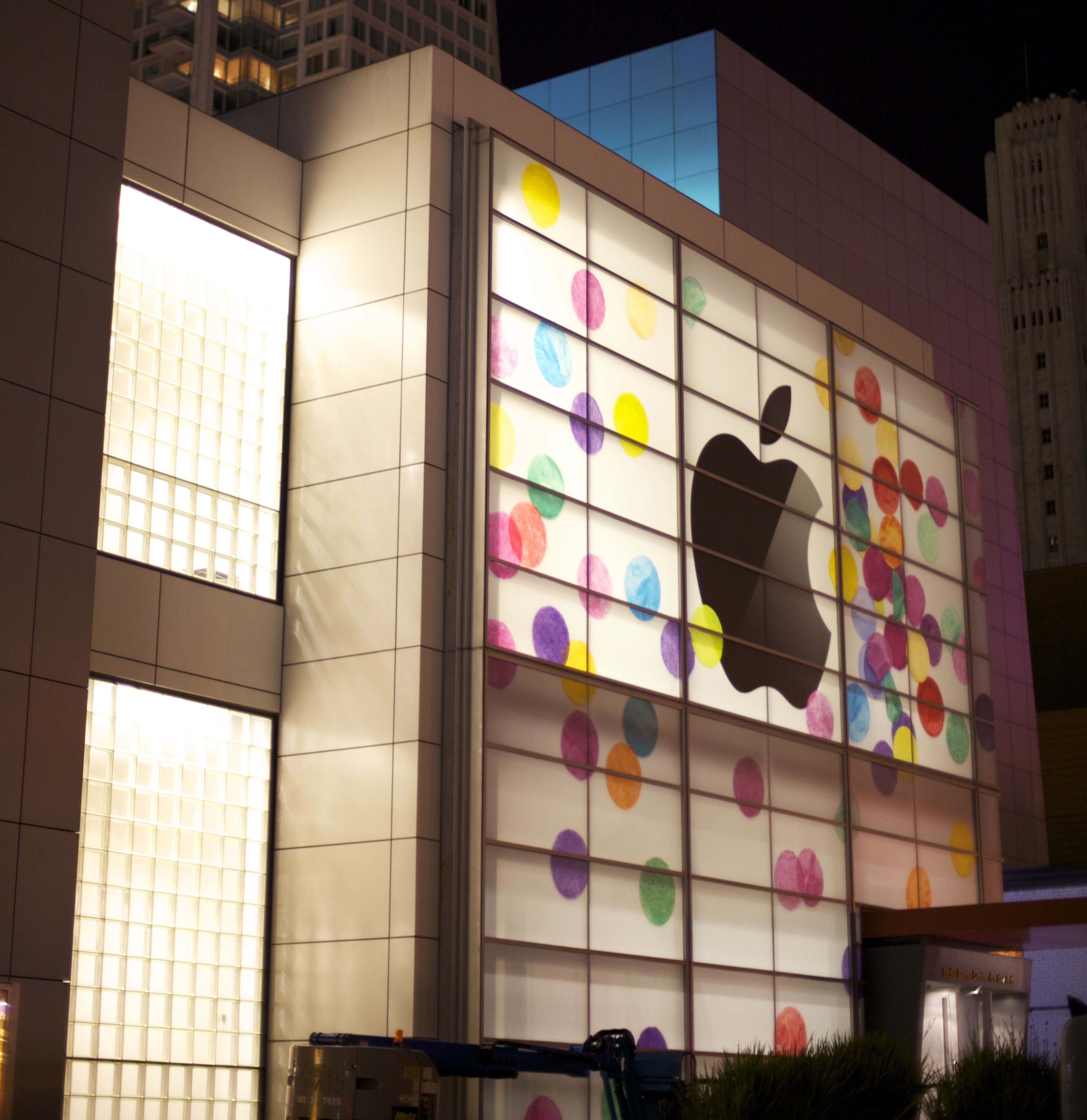
The Yerba Buena Center for the Arts's voorbereid op het evenement van 2 maart 2011, waarbij Apple's iPad 2 werd aangekondigd

Apple Inc. kondigt zijn product ontwerpen en updates voor software door middel van persconferenties, deze worden met grote belangstelling gevolgd door traditionele- en online media. Vaak wordt het doel van het evenement lang geheimgehouden, om zo voor veel mond-tot-mondreclame te zorgen. De evenementen zijn nagenoeg altijd livestream te bekijken via Apple's website.

## Podia
- Moscone West, San Francisco
- Yerba Buena Center for the Arts, San Francisco
- Bill Graham Civic Auditorium, San Francisco
- Flint Center, Cupertino
- Steve Jobs Theater (Apple Park), Cupertino

## 2005

### WWDC 2005 (6 t/m 10 juni 2005)
Op het WWDC in 2005 kondigde Jobs aan dat het Macintosh platform zou voorzien van Intel x86 processors. De Keynote bestond onder andere uit een presentatie van Wolfram Research, die hun ervaringen overbrachten over de mathematiek in Mac OS X en het nieuwe Intel platform. De conferentie bestond uit 110 lab-sessies en 95 presentatie sessies, dat terwijl er meer dan 500 Apple technici aanwezig waren, samen met zo’n 3.800 deelnemers uit 45 verschillende landen.

## 2006

### WWDC 2006 (7 t/m 11 augustus 2006)
In 2006, verzorgde Jobs eens meer de keynote presentatie op het WWDC, dat werd gehouden van 7 tot en met 11 augustus in het Moscone Center West, San Francisco. De Mac Pro werd aangekondigd als vervanger van de Power Mac G5. De standaard uitvoering van de Mac Pro bezat over 2.66 GHz dual core Xeon (Woodcrest) processors, 1 GB RAM, 250 GB harde schijf, en een videokaart van 256 MB. Een update van Xserve, gebaseerd op de dual core Xeons, werd evenals aangekondigd. Verdere productverbeteringen aan Apple's server line-up waren Redundant power en Lights Out Management. Daarnaast werd Mac OS X geüpdatet naar Mac OS X Leopard (10.5), waarin onder andere: volledige 64-bit appondersteuning, Time Machine, Boot Camp, Front Row, Photo Booth, Spaces, verbeteringen aan Spotlight, Core Animation, Universal Access verbeteringen, Mail verbeteringen, en verbeteringen aan het Dashboard. Het WWDC uit 2006 werd bezocht door 4.200 ontwikkelaars vanuit 48 verschillende landen, terwijl er 140 sessies werden gehouden er 100 hands-on labs voor ontwikkelaars waren. Meer dan 1.000 Apple technici waren tijdens het evenement aanwezig.

### Apple Special Event (12 september 2006)
Op dit evenement kondigde Apple de Apple TV (die toentertijd bekend stond onder de codenaam iTV), Ook werd de iPod line-up vernieuwd.

## 2007

### Macworld Expo (9 januari 2007)
Op het Macworld Expo van 9 januari 2007 kondigden Jobs aan dat Apple Computer, Inc. vanaf dan verder zal gaan onder de naam Apple Inc., dit omdat de focus op de computerdivisie niet langer de belangrijkste is. En zo werd de focus meer gelegd op het ontwikkelen van mobiele elektronica. Op dit evenement werd ook de allereerste iPhone aangekondigd. En daarnaast werd ook de Apple TV op de markt gebracht. 
De aandelen van Apple bereikte een dag later een waarde van $97.80, een record op dat moment. In mei dat jaar passeerde de aandelen van Apple de $100-grens.

## 2008

### WWDC 2008 (9 t/m 13 juni 2008)
Aankondigen die gedaan werden tijdens dit evenement waren onder andere de App Store voor de iPhone en iPod Touch, the stable version of the iPhone SDK, a subsidized 3G version of the iPhone for Worldwide markets, 2de versie van iPhone OS, Mac OS X Snow Leopard (10.6), and the replacement/rebranding of .Mac as MobileMe.

## 2016

### WWDC 2016 (13 t/m 17 juni 2016)
Deze keynote werd live uitgezonden op 13 juni 2016.

## 2018

### Apple Special Event (27 maart 2018)
Apple organiseerde een mediaevenement op 27 maart op de Lane Technical College Prep High School in Chicago.

### WWDC 2018 (4 t/m 8 juni 2018)
WWDC 2018 werd gehouden van 4 tot en met 8 juni 2018 in het San Jose Convention Center in Californië.

## 2019

### Apple Special Event (10 september 2019)
Apple zal op september een evenement, waarop naar verwachting de nieuwe line-up van komend jaar wordt gepresenteerd. Daarnaast zullen ook aankondigen van producten en diensten worden gedaan. Zo wordt naar verwachting de nieuwe versie van iOS aangekondigd, iOS 13. Daarnaast staan ook iPadOS, macOS op de planning. En worden er aankondigen verwacht over Apple TV+ en Apple Arcade.